# Counter-Strike Major Championships
Les Counter-Strike Major Championships, souvent juste appelés « Majors », sont des tournois internationaux d'esport sur le jeu Counter-Strike. Il s'agit des seules compétitions directement sponsorisées par Valve, le développeur et éditeur du jeu. Les Majors sont considérés comme les tournois les plus prestigieux de la scène.

## Histoire
Avant que Valve ne sponsorise des tournois, des équivalents aux Majors avaient été organisés sur la première version de Counter-Strike par les principaux acteurs de la scène professionnelle de l'époque : la Cyberathlete Professional League (CPL), les World Cyber Games (WCG), l'Electronic Sports World Cup (ESWC) et les Intel Extreme Masters (IEM).
Le 16 septembre 2013, Valve annonce l'apparition des Majors sur Counter-Strike: Global Offensive. Le premier tournoi du genre sur ce nouvel opus a lieu à la DreamHack Winter 2013 et met en jeu 250 000 $ pour 16 équipes participantes. Le cashprize est en partie financé grâce à la vente de skins (camouflages) d'armes et des caisses les contenant.
Depuis les EMS One Katowice 2014, les Majors s'accompagnent d'ajouts cosmétiques en jeu. Les joueurs peuvent ainsi acheter des stickers reprenant le logo des équipes participantes afin de les coller sur leurs armes. Au fil des années, d'autres possibilités ont été ajoutées : stickers représentant la signature des joueurs participant au Major, graffitis des logos d'équipes à appliquer en jeu, challenge de pronostics concernant les résultats du Major afin d'obtenir une médaille à afficher sur son profil de jeu, etc. Les joueurs et équipes concernés récupèrent une partie des revenus générés par la vente de ces stickers et graffitis.
Le 23 février 2016, Valve augmente la somme partagée à chaque édition en la passant à 1 000 000 $. La périodicité évolue également avec une diminution de trois à deux Majors par an. En octobre 2021, en proposant 2 000 000 $ afin de compenser l'annulation des éditions précédentes en raison de la crise de Covid-19, le PGL Major Stockholm 2021 devient le tournoi le mieux doté de l'histoire de Counter-Strike.
Le 13 septembre 2017, en prévision de l'ELeague Major: Boston 2018 à venir, le nombre d'équipes participantes augmente, passant de 16 à 24.
À partir du Major de Rio 2022 (31 octobre - 13 novembre), les prizes pool ont été augmentés, passant de 1 000 000 $ à 1 250 000 $.
Peu de temps après l'annonce de la sortie de Counter-Strike 2 en mars 2023, Valve dévoile que le 19e Major de CS:GO, le BLAST Paris Major 2023, sera le dernier sur cet opus. Counter-Strike: Global Offensive s'arrête donc à 19 Majors joués. 
Les suivants ont lieu sur CS2, à commencer par le PGL Major Copenhagen, en mars 2024.

Logo du PGL Major Kraków 2017
Logo de l'ELeague Major: Boston 2018
Logo du FACEIT Major: London 2018
Logo du IEM Katowice 2019
Logo du StarLadder Major: Berlin 2019

## Phases

### Qualifications
Aucune équipe n'est directement invitée au Major. Toutes doivent passer par une phase nommée RMR (Regional Major Rankings). Il s'agit d'un tournoi de qualification se déroulant en lan. La scène est alors divisée en 3 régions (Europe-CIS, Amériques, Asie-Océanie), chacune possédant un nombre de places réservé au Major selon les performances de ses équipes lors des précédentes éditions et son poids sur la scène internationale.
Les équipes ayant obtenu les meilleurs résultats lors du précédent Major sont directement invitées à ce tournoi de qualification. Les autres doivent passer par des qualifications préliminaires ouvertes, accessibles à tous, ayant lieu en ligne.
Les 8 meilleures équipes du RMR se qualifient directement pour les Elimination Stage du Major. Les 16 autres obtiennent leur place pour le Challengers Stage.

### Opening Stage
Cette phase est la première du Major et se déroule sous un système suisse mettant en compétition les 16 équipes présentes. Il faut obtenir 3 victoires afin de se qualifier à la phase suivante. 3 défaites sont en revanche synonymes d'élimination. 
Les matchs des deux premiers tours se déroulent en bo1 (best of one, au meilleur d'une seule carte disputée). À partir du troisième tour, les matchs "à enjeux", débouchant sur la qualification ou l'élimination d'une équipe, ont lieu en bo3 (best of three, au meilleur des trois cartes disputées). Les quatrième et cinquième tours, ne regroupant plus que des matchs "à enjeux", ont entièrement lieu en bo3.
À la fin de la ronde suisse, 8 équipes ont obtenu 3 victoires et continuent, tandis que 8 cumulent 3 défaites et sont éliminées.

### Elimination Stage
Cette phase est la deuxième du Major. Elle regroupe également 16 équipes : les 8 provenant du Challengers Stage, et les 8 ayant le mieux réussi les qualifications RMR, et qui avaient donc pu éviter la première phase.
Son fonctionnement, via un système suisse, s'avère exactement similaire à celui du Challengers Stage. Les 8 équipes ayant obtenu 3 victoires se qualifient pour la suite, les 8 affichant 3 défaites sont éliminées.

### Playoff Stage
Cette phase est la troisième et dernière du Major. Elle consiste en un arbre à élimination directe regroupant les 8 dernières équipes en lice. Quarts de finale, demi-finales et finale s'enchaînent en bo3 (best of three, au meilleur des trois cartes disputées).

#### Évolution du format
Si le format de la dernière phase, un arbre à élimination directe en bo3 regroupant 8 équipes, n'a jamais changé, les autres phases du Major ont connu de nombreuses modifications au fil des années.
Le système suisse lors des premières phases n'est par exemple utilisé que depuis l'ELEAGUE Major Atlanta 2017. Auparavant, les équipes s'affrontaient dans des poules au format GSL. Les premiers Majors n'utilisaient également que du bo1 lors de ces poules : une équipe qui perdait deux cartes était donc directement éliminée du tournoi.
Les qualifications ont aussi beaucoup évolué. Jusqu'au StarLadder Berlin Major 2019, les 8 équipes ayant terminé aux 8 premières places du Major précédent étaient automatiquement qualifiées pour le Major suivant. Elles étaient alors surnommées les "Légendes". Ce système a pris fin à partir du PGL Major Stockholm 2021, chaque participant devant désormais se qualifier expressément pour chaque Major.
Entre 2016 et 2019, les Minors rythmaient la phase de qualifications. Il s'agissait du seul moyen d'accéder au tournoi lan de qualification pour le Major pour les équipes n'ayant pas pris part à l'édition précédente. Quatre compétitions (une en Europe, une en région CIS, une en Amérique, une en Asie-Océanie) offraient chacun deux places pour ce tournoi de qualification, puis pour le Major directement lorsque le nombre de participants a été augmenté de 16 à 24. 

## Éditions et palmarès

### Liste des vainqueurs par année
|                                                                                 | Vainqueur                                                       | Finaliste                                                       | Demi-finaliste #1                                        | Demi-finaliste #2                                          |
| ------------------------------------------------------------------------------- | --------------------------------------------------------------- | --------------------------------------------------------------- | -------------------------------------------------------- | ---------------------------------------------------------- |
| DreamHack Winter 2013 Jönköping, 28 - 30 novembre 2013, 250 000 $               | fnatic (1) (JW, flusha, Devilwalk, schneider, pronax)           | Ninjas in Pyjamas (friberg, f0rest, Xizt, Fifflaren, GeT_RiGhT) | compLexity (Hiko, sgares, Semphis, swag, n0thing)        | VeryGames (Ex6TenZ, NBK, SmithZz, ScreaM, shox)            |
| EMS One Katowice 2014 Katowice, 13 - 16 mars 2014, 250 000 $                    | Virtus.pro (TaZ, NEO, pasha, Snax, byali)                       | Ninjas in Pyjamas (friberg, f0rest, Xizt, Fifflaren, GeT_RiGhT) | LGB eSports (olofmeister, KRIMZ, dennis, twist, cype)    | dignitas (FeTiSh, dupreeh, device, Xyp9x, cajunb)          |
| ESL One Cologne 2014 Cologne, 14 - 17 août 2014, 250 000 $                      | Ninjas in Pyjamas (friberg, f0rest, Xizt, Fifflaren, GeT_RiGhT) | fnatic (JW, flusha, pronax, olofmeister, KRIMZ)                 | Team-LDLC (Happy, Maniac, apEX, Uzzziii, KQLY)           | dignitas (FeTiSh, dupreeh, device, Xyp9x, aizy)            |
| DreamHack Winter 2014 Jönköping, 27 - 29 novembre 2014, 250 000 $               | Team-LDLC (Happy, NBK, SmithZz, shox, kioShiMa)                 | Ninjas in Pyjamas (friberg, f0rest, Xizt, GeT_RiGhT, Maikelele) | Natus Vincere (Zeus, starix, GuardiaN, Edward, seized)   | Virtus.pro (TaZ, NEO, pasha, Snax, byali)                  |
| ESL One Katowice 2015 Katowice, 12 - 15 mars 2015, 250 000 $                    | fnatic (2) (JW, flusha, pronax, olofmeister, KRIMZ)             | Ninjas in Pyjamas (friberg, f0rest, Xizt, GeT_RiGhT, allu)      | Virtus.pro (TaZ, NEO, pasha, Snax, byali)                | EnVyUs (Happy, NBK, SmithZz, shox, kioShiMa)               |
| ESL One Cologne 2015 Cologne, 20 - 23 août 2015, 250 000 $                      | fnatic (3) (JW, flusha, pronax, olofmeister, KRIMZ)             | EnVyUs (Happy, NBK, kioShiMa, apEX, kennyS)                     | Virtus.pro (TaZ, NEO, pasha, Snax, byali)                | Team SoloMid (dupreeh, device, Xyp9x, cajunb, karrigan)    |
| DreamHack Cluj-Napoca 2015 Cluj-Napoca, 28 octobre - 1 novembre 2015, 250 000 $ | EnVyUs (Happy, NBK, kioShiMa, apEX, kennyS)                     | Natus Vincere (Zeus, GuardiaN, Edward, seized, flamie)          | G2 Esports (Maikelele, rain, fox, dennis, jkaem)         | Ninjas in Pyjamas (friberg, f0rest, Xizt, GeT_RiGhT, allu) |
| MLG Columbus 2016 Columbus, 29 mars - 3 avril 2016, 1 000 $                     | Luminosity Gaming (Fallen, fer, coldzera, fnx, TACO)            | Natus Vincere (Zeus, GuardiaN, Edward, seized, flamie)          | Team Liquid (adreN, nitr0, EliGE, Hiko, s1mple)          | Astralis (dupreeh, device, Xyp9x, cajunb, karrigan)        |
| ESL One Cologne 2016 Cologne, 5 - 10 juillet 2016, 1 000 $                      | SK Gaming (Fallen, fer, coldzera, fnx, TACO)                    | Team Liquid (nitr0, EliGE, Hiko, s1mple, jdm64)                 | Virtus.pro (TaZ, NEO, pasha, Snax, byali)                | fnatic (JW, flusha, olofmeister, KRIMZ, dennis)            |
| ELEAGUE Major Atlanta 2017 Atlanta, 22 - 29 janvier 2017, 1 000 $               | Astralis (1) (dupreeh, device, Xyp9x, Kjaerbye, gla1ve)         | Virtus.pro (TaZ, NEO, pasha, Snax, byali)                       | fnatic (olofmeister, KRIMZ, dennis, twist, disco doplan) | SK Gaming (Fallen, fer, coldzera, TACO, fox)               |
| PGL Major Krakow 2017 Cracovie, 16 - 23 juillet 2017, 1 000 $                   | Gambit Gaming (AdreN, Dosia, mou, Zeus, Hobbit)                 | Immortals (LUCAS1, HEN1, boltz, Steel, kNg)                     | Astralis (dupreeh, device, Xyp9x, Kjaerbye, gla1ve)      | Virtus.pro (TaZ, NEO, pasha, Snax, byali)                  |
| ELEAGUE Major Boston 2018 Atlanta & Boston, 12 - 28 janvier 2018, 1 000 $       | Cloud9 (autimatic, Skadoodle, tarik, Stewie2K, RUSH)            | FaZe Clan (rain, NiKo, karrigan, GuardiaN, olofmeister)         | SK Gaming (Fallen, fer, coldzera, TACO, felps)           | Natus Vincere (Edward, flamie, s1mple, Zeus, electronic)   |
| FACEIT London Major 2018 Londres, 5 - 23 septembre 2018, 1 000 $                | Astralis (2) (dupreeh, device, Xyp9x, gla1ve, Magisk)           | Natus Vincere (Edward, flamie, s1mple, Zeus, electronic)        | Team Liquid (nitr0, EliGE, Twistzz, NAF-FLY, TACO)       | Made in Brazil (Fallen, fer, coldzera, Stewie2K, tarik)    |
| IEM Katowice 2019 Katowice, 13 février - 3 mars 2019, 1 000 $                   | Astralis (3) (dupreeh, device, Xyp9x, gla1ve, Magisk)           | ENCE (allu, Aerial, xseveN, Aleksib, sergej)                    | Made in Brazil (Fallen, fer, coldzera, TACO, felps)      | Natus Vincere (Edward, flamie, s1mple, Zeus, electronic)   |
| StarLadder Major Berlin 2019 Berlin, 23 août - 8 septembre 2019, 1 000 $        | Astralis (4) (dupreeh, device, Xyp9x, gla1ve, Magisk)           | AVANGAR (buster, Qikert, Jame, SANJI, AdreN)                    | NRG Esports (Brehze, CeRq, Ethan, tarik, stanislaw)      | Renegades (AZR, jks, jkaem, Gratisfaction, liazz)          |
| PGL Major Stockholm 2021 Stockholm, 26 octobre - 7 novembre 2021, 2 000 $       | Natus Vincere (1) (s1mple, electronic, Perfecto, Boombl4, b1t)  | G2 Esports (JACKZ, AmaNEk, nexa, huNter, NiKo)                  | Gambit Esports (Ax1Le, sh1ro, interz, nafany, Hobbit)    | Heroic (stavn, cadiaN, TeSeS, sjuush, refrezh)             |
| PGL Major Antwerp 2022 Anvers, 9 - 22 mai 2022, 1 000 $                         | FaZe Clan (rain, karrigan, Twistzz, broky, ropz)                | Natus Vincere (s1mple, electronic, Perfecto, Boombl4, b1t)      | Team Spirit (chopper, degster, magixx, Patsi, s1ren)     | ENCE (Snappi, Spinx, dycha, hades, Maden)                  |
| IEM Rio Major 2022 Rio de Janeiro, 31 octobre - 13 novembre 2022, 1 000 $       | Outsiders (Qikert, Jame, FL1T, n0rb3r7, fame)                   | Heroic (stavn, cadiaN, TeSeS, sjuush, Jabbi)                    | MOUZ (dexter, frozen, torzsi, JDC, xertioN)              | FURIA (KSCERATO, yuurih, arT, drop, saffee)                |
| BLAST Paris Major 2023 Paris, 8 - 21 mai 2023, 1 000 $                          | Team Vitality (apEX, ZywOo, Spinx, Magisk, dupreeh)             | GamerLegion (siuhy, iM, isak, acoR, Keoz)                       | Heroic (stavn, cadiaN, TeSeS, sjuush, Jabbi)             | Apeks (kyxsan, jL, nawwk, jkaem, STYKO)                    |

|                                                                                         | Vainqueur                                            | Finaliste                                       | Demi-finaliste #1                                 | Demi-finaliste #2                                |
| --------------------------------------------------------------------------------------- | ---------------------------------------------------- | ----------------------------------------------- | ------------------------------------------------- | ------------------------------------------------ |
| PGL Major Copenhagen 2024 Copenhague, 17 - 31 mars 2024, 1 250 000 $                    | Natus Vincere (2) (Aleksib, jL, iM, w0nderful, b1t)  | FaZe Clan (rain, karrigan, frozen, broky, ropz) | Team Vitality (apEX, ZywOo, Spinx, flameZ, mezii) | G2 Esports (NiKo, huNter, HooXi, m0NESY, nexa)   |
| Perfect World Shanghai Major 2024 Shanghai, 30 novembre - 15 décembre 2024, 1 250 000 $ | Team Spirit (chopper, magixx, donk, zont1x, sh1ro)   | FaZe Clan (rain, karrigan, frozen, broky, ropz) | MOUZ (torzsi, xertioN, siuhy, Jimpphat, Brollan)  | G2 Esports (NiKo, huNter, m0NESY, Snax, malbsMd) |
| BLAST Austin Major 2025 Austin, 3 juin - 22 juin 2025, 1 250 000 $                      | Team Vitality (2) (apEX, ZywOo, flameZ, mezii, ropz) | The MongolZ (bLitz, Techno, Senzu, mzinho, 910) | MOUZ (torzsi, xertioN, Jimpphat, Brollan, Spinx)  | paiN (dgt, biguzera, dav1deuS, nqz, snow)        |

### Multiples apparitions d'organisations et de pays dans le top 4
|                   | Premier | Deuxième | Troisième/quatrième | Total |
| ----------------- | ------- | -------- | ------------------- | ----- |
| Astralis          | 4       | 0        | 2                   | 6     |
| fnatic            | 3       | 1        | 2                   | 6     |
| Natus Vincere     | 2       | 4        | 3                   | 9     |
| Team Vitality     | 2       | 0        | 1                   | 3     |
| Ninjas in Pyjamas | 1       | 4        | 1                   | 6     |
| FaZe Clan         | 1       | 3        | 0                   | 4     |
| Virtus.pro        | 1       | 1        | 5                   | 7     |
| EnVyUs            | 1       | 1        | 1                   | 3     |
| SK Gaming         | 1       | 0        | 2                   | 3     |
| Team-LDLC         | 1       | 0        | 1                   | 2     |
| Gambit Esports    | 1       | 0        | 1                   | 2     |
| Team Spirit       | 1       | 0        | 1                   | 2     |
| G2 Esports        | 0       | 1        | 3                   | 4     |
| Team Liquid       | 0       | 1        | 2                   | 3     |
| Heroic            | 0       | 1        | 2                   | 3     |
| ENCE              | 0       | 1        | 1                   | 2     |
| MOUZ              | 0       | 0        | 3                   | 3     |
| Dignitas          | 0       | 0        | 2                   | 2     |
| Made in Brazil    | 0       | 0        | 2                   | 2     |

Le drapeau indique le pays d'origine de l'organisation, et non la nationalité de ses équipes ayant participé aux Majors.
|            | Premier | Deuxième | Troisième/quatrième | Total |
| ---------- | ------- | -------- | ------------------- | ----- |
| Europe     | 4       | 5        | 9                   | 18    |
| Suède      | 4       | 5        | 4                   | 13    |
| Danemark   | 4       | 1        | 7                   | 12    |
| France     | 4       | 1        | 4                   | 9     |
| Brésil     | 2       | 1        | 6                   | 9     |
| Russie     | 2       | 1        | 2                   | 5     |
| Pologne    | 1       | 1        | 5                   | 7     |
| États-Unis | 1       | 1        | 4                   | 6     |
| Kazakhstan | 1       | 1        | 0                   | 2     |
| Ukraine    | 0       | 3        | 3                   | 6     |

Le tableau prend en compte la nationalité des équipes ayant participé aux Majors. "Europe" désigne des équipes regroupant des joueurs de différentes nationalités européennes, sans majorité définie.

### Multiples apparitions de joueurs dans le top 4
|                                                                                         | Premier | Deuxième | Troisième/quatrième | Total |
| --------------------------------------------------------------------------------------- | ------- | -------- | ------------------- | ----- |
| dupreeh                                                                                 | 5       | 0        | 5                   | 10    |
| device, Xyp9x                                                                           | 4       | 0        | 5                   | 9     |
| gla1ve                                                                                  | 4       | 0        | 1                   | 5     |
| Magisk                                                                                  | 4       | 0        | 0                   | 4     |
| apEX                                                                                    | 3       | 1        | 2                   | 6     |
| JW, flusha                                                                              | 3       | 1        | 1                   | 5     |
| pronax                                                                                  | 3       | 1        | 0                   | 4     |
| olofmeister                                                                             | 2       | 2        | 3                   | 7     |
| ropz                                                                                    | 2       | 2        | 0                   | 4     |
| KRIMZ                                                                                   | 2       | 1        | 3                   | 6     |
| NBK, Happy                                                                              | 2       | 1        | 2                   | 5     |
| kioShiMa                                                                                | 2       | 1        | 1                   | 4     |
| b1t                                                                                     | 2       | 1        | 0                   | 3     |
| FalleN, fer, coldzera, TACO                                                             | 2       | 0        | 4                   | 6     |
| ZywOo                                                                                   | 2       | 0        | 1                   | 3     |
| fnx                                                                                     | 2       | 0        | 0                   | 2     |
| friberg, f0rest, Xizt, GeT_RiGhT                                                        | 1       | 4        | 1                   | 6     |
| Zeus                                                                                    | 1       | 3        | 3                   | 7     |
| - s1mple - karrigan                                                                     | 1       | 3        | 2                   | 6     |
| rain                                                                                    | 1       | 3        | 1                   | 4     |
| electronic                                                                              | 1       | 2        | 2                   | 5     |
| - Fifflaren - broky                                                                     | 1       | 2        | 0                   | 3     |
| Snax                                                                                    | 1       | 1        | 6                   | 8     |
| TaZ, NEO, pasha, byali                                                                  | 1       | 1        | 5                   | 7     |
| - Jame, Perfecto, Boombl4 - kennyS - AdreN, Qikert - Aleksib - iM                       | 1       | 1        | 0                   | 2     |
| - shox, SmithZz - tarik - Spinx                                                         | 1       | 0        | 2                   | 3     |
| - Kjaerbye - Hobbit - Stewie2K - Twistzz - jL - sh1ro, chopper, magixx - flameZ - mezii | 1       | 0        | 1                   | 2     |
| Edward                                                                                  | 0       | 3        | 3                   | 6     |
| flamie                                                                                  | 0       | 3        | 2                   | 5     |
| GuardiaN                                                                                | 0       | 3        | 1                   | 4     |
| NiKo                                                                                    | 0       | 2        | 2                   | 4     |
| - seized - allu - frozen                                                                | 0       | 2        | 1                   | 3     |
| - Hiko, nitr0, EliGE - cadiaN, stavn, TeSeS, sjuush - huNter                            | 0       | 1        | 2                   | 3     |
| - Maikelele - Jabbi - nexa - siuhy                                                      | 0       | 1        | 1                   | 2     |
| dennis                                                                                  | 0       | 0        | 4                   | 4     |
| - cajunb - jkaem - torzsi - xertioN                                                     | 0       | 0        | 3                   | 3     |
| - FeTiSh - twist - fox - felps - m0NESY - Brollan - Jimpphat                            | 0       | 0        | 2                   | 2     |